# 繁弱
繁弱是古代中國神話中的一把弓。它被認爲是中國上古夏朝的兩位君主仲康和相時部落首領后羿的配弓；亦有被認爲是楚國之弓。繁弱這名詞有在中國文學作品出現，例如：
- 「彎繁弱，满白羽，射游梟」[註 1]
- 「乘我大宛馬，撫我繁弱弓”」[參 3]
- 「朝發廣莫門，暮宿丹水山。左手彎繁弱，右手揮龍淵。顧瞻望宮闕，俯仰御飛軒。據鞍長嘆息，淚下如流泉。」[參 4]
- 「良馬既閑，麗服有暉。左攬繁弱，右接忘歸。風馳電逝，躡景追飛。凌厲中原，顧眄生姿。」[註 2]
- 嵇康這首詩完全抄錄在《神鵰俠侶》第二十回中楊過的新招式。當時楊過賭氣不讓裘千尺幫忙他和小龍女二人對付公孫止，便用嵇康的詩化成新招式對付。

當然這些繁弱並不是一定代表繁弱這把弓，而多是借用作表達其他意思。例如《扶風歌》的那“左手彎繁弱，右手揮龍淵”兩句是指劉琨戎裝出發前赴晉陽。307年，劉琨被任命為并州刺史，代替逃走到冀州的前任刺史司馬騰。當時劉琨戎裝赴晉陽上任；他離開洛陽後回望宮闕，只見廊宇高聳，自己靠在馬鞍上長嘆不已，淚流如泉。由于劉琨要應付以劉淵領導的匈奴起兵和流民四起而混亂不堪的并州，也因為朝廷對于抗敵并不熱心，劉琨也難有支援，所以最後表達了一種憂危悲愤的心情。